# Municipio de Riggin
El municipio de Riggin (en inglés: Riggin Township) es un municipio ubicado en el condado de Benson en el estado estadounidense de Dakota del Norte. En el año 2010 tenía una población de 47 habitantes y una densidad poblacional de 0,38 personas por km².

## Geografía
El municipio de Riggin se encuentra ubicado en las coordenadas 48°8′50″N 99°13′57″O / 48.14722, -99.23250. Según la Oficina del Censo de los Estados Unidos, el municipio tiene una superficie total de 123.99 km², de la cual 120,67 km² corresponden a tierra firme y (2,67 %) 3,32 km² es agua.

## Demografía
Según el censo de 2010, había 47 personas residiendo en el municipio de Riggin. La densidad de población era de 0,38 hab./km². De los 47 habitantes, el municipio de Riggin estaba compuesto por el 97,87 % blancos y el 2,13 % eran de una mezcla de razas. Del total de la población el 0 % eran hispanos o latinos de cualquier raza.